# 龍泉院 (南魚沼市)
龍泉院（りゅうせんいん）は、新潟県南魚沼市にある寛正四年（1463年）開創の曹洞宗の寺院である。山号は鬼伏山。
群馬の豪族、尻高実綱（しったか さねつな）がこの地に移り、父の菩提の為に開山。

## 概要
雲洞庵の別院として開創され、上田観音札所第七番札所になっている。

## 歴史
「寛正中尻高亀鬼丸と云者養父新三郎某が為に草創」した、と『新編会津風土記』にはある。

## 周辺
- 金城山・巻機山・魚沼連峰県立自然公園・古峰山・愛宕山 (南魚沼市)
- 雲洞庵・槻岡寺・登川・清水峠・国道291号

## 交通アクセス
- 鉄道

上越新幹線越後湯沢駅より、上越線・北越急行ほくほく線六日町駅下車、六日町駅角から南越後観光バス「湯沢＝塩沢＝六日町線」（大木六・舞子経由）で約15分。バス停留所（寺前）より徒歩約3分。
- 自動車

関越自動車道塩沢石打インターチェンジから新潟県道28号塩沢大和線で約10分。